# 13025 Zurich
13025 Zurich este o planetă minoră (asteroid), cu un diametru de 4,892 km, din centura de asteroizi. A fost descoperită pe 28 ianuarie 1989 la Observatorium Zimmerwald⁠(d) de Paul Wild și a fost numită după Zürich. 
Obiectul prezintă o orbită caracterizată de o semiaxă mare de 2,382661 UAi, o excentricitate de 0,28, o înclinație de 23,91735 ° în raport cu ecliptica.